# 細谷巖
細谷 巖（ほそや がん、ほそや いわお、1935年9月2日 - ）は、日本のアートディレクター、グラフィックデザイナー。
神奈川県（現・相模原市）古淵生まれ。神奈川県立神奈川工業高等学校工芸図案科を卒業。1954年にライトパブリシティ社に入社。2014年現在、同社の代表取締役会長である。また、東京アートディレクターズクラブ会長、日本グラフィックデザイナー協会会員、毎日広告デザイン賞審査員なども務めている。 秋山晶（コピーライター）とのコンビで、長年にわたって多くの広告制作に携わってきた。

## 作品

### 広告
- キユーピーマヨネーズ
- 男は黙ってサッポロビール（1970年）[5]

### パッケージデザイン
- 大塚グループ
  - カロリーメイト
  - ポカリスエット
  - シンビーノ

### その他
- 札幌オリンピック（1972年）公式ポスター - 原弘、亀倉雄策、栗谷川健一、田中一光、永井一正、和田誠、仲條正義と共に公式マークコンペ対象の8名に指名されていた[6]。マークは落選（永井のデザインが採用）したものの、それを用いた公式ポスターでは河野鷹思（第1号）や亀倉雄策（第2, 3号）以外に、細谷によるデザインのものも制作された[7]。
- 西武ライオンズ（現・埼玉西武ライオンズ） - 球団旗やユニフォームの総合デザイン。

## 受賞
- 日宣美展特選（1955、56年）
- 東京ADC金賞・銀賞（1959年）
- 毎日産業デザイン賞（1963年）
- 日宣美展会員賞（共同制作、1967年）
- ADC会員最高賞（1971、78、84、88年）
- 朝日広告最高賞（1988年）
- 日本宣伝賞山名賞（1990年）
- 紫綬褒章（2001年）[8]
- 旭日小綬章（2014年）[9][10]

## 著書
- 『イメージの翼・細谷巖アートディレクション』　中央公論社　1974年
- 『イメージの翼2・GAN HOSOYA ART DIRECTION』　旺文社　1988年
- 『細谷巖のデザインロード69』　白水社　2004年
- 『LAST SHOW』　ギンザ・グラフィック・ギャラリー　2010年
- 『細谷 巌（世界のグラフィックデザイン90）』　DNAアートコミュニケーションズ　2010年

## 関連人物

### 家族
- 子息の細谷ゲン（細谷源）はクリエイティブディレクター[11]。